# Back into Your System
Back into Your System é o terceiro álbum de estúdio da banda Saliva, lançado em 12 de novembro de 2002.
O disco alcançou a posição nº 19 da Billboard 200.
| Críticas profissionais                                                      | Críticas profissionais |
| Avaliações da crítica                                                       | Avaliações da crítica  |
| Fonte                                                                       | Avaliação              |
| --------------------------------------------------------------------------- | ---------------------- |
| allmusic                                                                    | [ 2 ]                  |
| Esta tabela precisa de ser acompanhada por texto em prosa. Consulte o guia. |                        |

## Faixas
1. "Superstar II" (D'abaldo, Scott) - 3:22
2. "Weight of the World" (Marlette, Scott) - 4:28
3. "Always" (Marlette, Scott) - 3:51
4. "Back Into Your System" (Crosby, D'abaldo, Novotny, Scott, Swinny) - 4:31
5. "All Because of You" (D'abaldo, Novotny, Scott) - 4:42
6. "Raise Up" (D'abaldo, Scott) - 3:45
7. "Separated Self" (D'abaldo, Marlette, Scott) - 4:01
8. "Rest in Pieces" (Michael, Sixx) - 3:46
9. "Storm" (Marette, Scott) - 4:21
10. "Holdin On" (Scott, Swinny) - 4:20
11. "Pride" (D'abaldo, Scott, Swinny) - 2:54
12. "Famous Monsters" (Scott) - 4:43

Faixa bónus
1. "Click Click Boom" - 4:11

Vídeos bónus: (Edição especial RU)
1. "Your Disease"
2. "Click Click Boom"

## Créditos
- Josey Scott - Vocal, guitarra acústica, percussão
- Wayne Swinny - Guitarra, guitarra rítmica, vocal de apoio
- Chris D'Abaldo - Guitarra rítmica, vocal de apoio
- Paul Crosby - Bateria
- Dave Novotny - Baixo, vocal de apoio